# Predicato (onomastica)
Con predicato si intende un elemento di individuazione e di identità della persona costituito dall'inclusione, usualmente di una località geografica, nel cognome e facente parte di esso. Costituisce una specifica del titolo nobiliare, sebbene quest'ultimo non ne sia un uso esclusivo, in quanto può essere stato adottato anche sulla base di ragioni affettive legate al luogo d'origine della famiglia paterna.
Nel caso di predicato nobiliare, indica la località geografica su cui il detentore del titolo nobiliare ha (o aveva) potere con un'investitura feudale (in tal caso è detto anche predicato «feudale»), o su cui non si ha prerogativa ma che costituisce un possedimento patrimoniale (in tal caso è detto anche predicato «allodiale»).
Più raramente, può essere stato adottato per richiamare particolari imprese o è di pura fantasia (in tal caso si tratta di predicato «onorifico»).
La locuzione predicato d'onore indica un termine, come ad esempio ad esempio don, che viene anteposto al nome e cognome di ecclesiastici e laici per esprimere riverenza o potere. Si tratta di un elemento di natura diversa rispetto al predicato nobiliare.

## Predicati nella Repubblica Italiana
Anche se l'Italia è oggi una repubblica, e la XIV disposizione transitoria dell'attuale Costituzione italiana sancisce il non riconoscimento dei titoli nobiliari, sempre la stessa disposizione transitoria e finale stabilisce che i predicati dei titoli esistenti prima del 28 ottobre 1922 (marcia su Roma) valgono come parte del nome. Le famiglie che hanno goduto di un titolo, hanno quindi il diritto di richiedere alla magistratura l'aggiunta del loro predicato al cognome, con specifica sentenza detta di "cognomizzazione", cognome che come tale passerà a tutta la discendenza.
Esempi:
- Luchino Visconti di Modrone - il predicato è "di Modrone"
- Camillo Benso di Cavour - il predicato è "di Cavour"[3]

## Particella nobiliare
La particella nobiliare è la preposizione che spesso precede il predicato nel cognome di una famiglia nobile. La sua presenza non può però essere considerata né prova, e nemmeno semplice indizio, dell'eventuale nobiltà di tale famiglia.

### Nei cognomi francesi
In Francia le particelle nobiliari come de, des e du sono legate alla terra di origine o provenienza di una famiglia: la presenza della particella nel cognome tuttavia non indica necessariamente l'appartenenza alla nobiltà. Il predicato che definisce il legame con uno specifico territorio è detto nom de terre. L'iniziale della particella viene in generale scritta in minuscolo, salvo quando segue una preposizione e in alcuni altri casi come vari cognomi di origine straniera.

### Nei cognomi italiani
In Italia, la particella nobiliare tende a seguire il cognome oppure il nome di un titolo nobile-feudale. È sovente utilizzata come prefisso completato da un nome, talvolta in lingua latina (De Marinis, De Pretis, De Angelis ecc.) e può venire aggiunta ad articoli determinativi (formando prefissi come Della). Come già specificato la presenza della particella nel cognome tuttavia non indica l'appartenenza alla nobiltà; nei tre esempi precedenti solo il primo, De Marinis è legato a una casata nobile sebbene derivi dal latino Marinus, ("appartenente al mare"), senza indicazione della località geografica specifica ove era il feudo della famiglia o dove essa deteneva il potere. Riguardo De Pretis non sono note relazioni significative con casate nobili e rappresenta una cognomizzazione del nome proprio Adalpreto o Adalberto oppure potrebbe indicare una connessione con prelati. Infine, De Angelis, era un tipico cognome usato per i bambini abbandonati e cresciuti in orfanotrofi o brefotrofi.

### Nei cognomi spagnoli
In Spagna la particella nobiliare è usata in due diverse forme. La prima segue lo schema patronimico-de-toponimico", come ad esempio nel caso del generale del XV secolo Gonzalo Fernández de Córdoba, del poeta e cronista Pedro López de Ayala o dell'esploratore Vasco Núñez de Balboa. La seconda forma vede invece la particella de che precede l'intero cognome (es. De la Rúa, De la Torre ...).

## Tribunali ecclesiastici
Anche il tribunale ecclesiastico riconosce oggi i predicati nobiliari delle famiglie.